# Molinadendron
Genre
Classification phylogénétique
Molinadendron est un genre de la famille des Hamamelidaceae, contenant trois espèces.

## Espèces
Selon [réf. nécessaire] :
- Molinadendron guatemalense
- Molinadendron hondurense
- Molinadendron sinaloense

Selon NCBI (3 Sep 2010) :
- Molinadendron guatemalense
- Molinadendron sinaloense